# Fonky Family
Fonky Family ist eine aus Marseille stammende, französische Hip-Hop-Gruppe.

## Geschichte
Entdeckt wurde die Band von Akhenaton (IAM). Mit ihm wurde auch ihr erstes Musikvideo Bad Boys de Marseille aufgenommen.

## Stil
Sie machen Hardcore-Rap. Ihr Style ist mit dem von Sniper (Paris), Psy4DeLaRime (Marseille) zu vergleichen. Wie diese französisch-arabisch, respektive französisch-afrikanisch dominierten Rap-Gruppen, die versuchen, auf die sozialen und politischen Brennpunkte der Banlieues hinzuweisen behandeln die Texte der Fonky Family oft auch Rassismus und soziale Missstände in Marseille.

## Diskografie

### Alben
| Jahr | Titel                     | Höchstplatzierung, Gesamtwochen, AuszeichnungChartplatzierungen (Jahr, Titel, Platzierungen, Wochen, Auszeichnungen, Anmerkungen) | Höchstplatzierung, Gesamtwochen, AuszeichnungChartplatzierungen (Jahr, Titel, Platzierungen, Wochen, Auszeichnungen, Anmerkungen) | Höchstplatzierung, Gesamtwochen, AuszeichnungChartplatzierungen (Jahr, Titel, Platzierungen, Wochen, Auszeichnungen, Anmerkungen) | Anmerkungen |
| Jahr | Titel                     | FR | BEW | CH | Anmerkungen |
| ---- | ------------------------- | --- | --- | --- | ----------- |
| 1998 | Si Dieu veut              | FR9 ×2Doppelgold · (20 Wo.)FR | — | — |             |
| 1999 | Hors-Serie, Vol 1.        | FR4 Gold · (18 Wo.)FR | — | — |             |
| 2001 | Art de rue                | FR2 Gold · (51 Wo.)FR | BEW2 (32 Wo.)BEW | CH26 (12 Wo.)CH |             |
| 2001 | Hors-Série, Vol 2.        | FR16 Gold · (12 Wo.)FR | BEW41 (2 Wo.)BEW | CH88 (1 Wo.)CH |             |
| 2003 | Live au Dôme de Marseille | FR13 (18 Wo.)FR | BEW21 (7 Wo.)BEW | CH50 (2 Wo.)CH |             |
| 2006 | Marginal musique          | FR1 (19 Wo.)FR | BEW15 (18 Wo.)BEW | CH14 (6 Wo.)CH |             |

### Boxsets
| Jahr | Titel                          | Höchstplatzierung, Gesamtwochen, AuszeichnungChartplatzierungen (Jahr, Titel, Platzierungen, Wochen, Auszeichnungen, Anmerkungen) | Höchstplatzierung, Gesamtwochen, AuszeichnungChartplatzierungen (Jahr, Titel, Platzierungen, Wochen, Auszeichnungen, Anmerkungen) | Höchstplatzierung, Gesamtwochen, AuszeichnungChartplatzierungen (Jahr, Titel, Platzierungen, Wochen, Auszeichnungen, Anmerkungen) | Anmerkungen |
| Jahr | Titel                          | FR | BEW | CH | Anmerkungen |
| ---- | ------------------------------ | --- | --- | --- | ----------- |
| 2001 | Si Dieu veut / Art de rue      | FR89 (3 Wo.)FR | — | — |             |
| 2001 | Art de rue / Hors Serie Vol. 2 | FR135 (1 Wo.)FR | — | — |             |

### Singles
| Jahr | Titel Album              | Höchstplatzierung, Gesamtwochen, AuszeichnungChartplatzierungen (Jahr, Titel, Album, Platzierungen, Wochen, Auszeichnungen, Anmerkungen) | Höchstplatzierung, Gesamtwochen, AuszeichnungChartplatzierungen (Jahr, Titel, Album, Platzierungen, Wochen, Auszeichnungen, Anmerkungen) | Anmerkungen |
| Jahr | Titel Album              | FR | BEW | Anmerkungen |
| ---- | ------------------------ | --- | --- | --- |
| 1996 | Bad Boys de Marseille    | FR13 Gold · (23 Wo.)FR | BEW33 (7 Wo.)BEW | mit Akhenaton |
| 1999 | 16’30 contre la censure  | FR22 (13 Wo.)FR | — | mit Abou, Akhenaton, Basic, Chien De Paille, Driver, Eben & Niro, Insomniak, KDD, L’Ame Du Razwar, Menelik & Mystik |
| 2000 | Les ennemis (el Aâdyene) | FR63 (5 Wo.)FR | — | vs. Cheb Khaled |
| 2006 | Marginale musique        | FR57 (7 Wo.)FR | — | |